# 二葉町 (横手市)
二葉町（ふたばちょう）は、秋田県横手市の町丁。郵便番号は013-0019。人口は249人、世帯数は118世帯（2020年10月1日現在）。丁目の設定のない単独町名で、全域で住居表示を実施している。旧横手市裏町、下タ町、新町の各一部。

## 地理
横手地域の中央部に位置し、東で本町、西で横手川を隔てて朝倉町、南で蛇の崎町、北で幸町と隣接する。北境は二葉町から国道13号横手バイパスまでを結ぶ市道が、東境を県道272号御所野安田線（都市計画道路横手中央線）が、西境は横手川が北流する。住宅街が広がっており、秋田刑務所横手拘置支所が所在する。
横手の雪まつり発祥の地との説があり、雪まつり（かまくら）期間中は「二葉町かまくら通り」が設けられ、多くの観光客が訪れる。
全域が都市計画区域に含まれるが、区域区分非設定区域となっている。都市計画法上の用途地域では、北端の街道沿いが近隣商業地域に、他が第一種住居地域に指定されている。

### 町名の由来
二葉町の大部分が旧裏町に当たるが、裏町では古くから「双葉少年団」の活動があり、これに因んで命名された。双葉の「双」の字は当用漢字音訓表にないため、代わりに「二」が用いられ、二葉町となった。

## 歴史
横手川右岸の朝倉山（通称・お城山）に位置した横手城の城下町として栄えた地域で、現在も横手市の中心市街地の一角を成している。現在の二葉町は横手川の左岸、武士が住む「内町」に当たる地域の北部（通称・下内町）に位置しており、江戸時代頃から城下町として形成されていった。
江戸時代において、現在の二葉町に当たる地区は城山側の本町が表町と呼ばれたのに対して「裏町」と呼ばれ、表町（本町）の西側に並行する町であった。享保13年（1728年）の横手絵図（以下、享保図）において、表町通りは幅9.1m（5間）、裏町通りは幅7.3m（4間）との記載がある。また、裏町の西裏にはさらに「川端町」と呼ばれる町が存在し、寛文9年（1669年）の横手絵図においては裏町に含まれ、元禄17年（1704年）の横手城下絵図においては川端町との記載があり、通りの西側半分以上を天仙寺が占めていた。1924年（大正13年）の横手町案内図にて天仙寺町と掲載されている。なお、享保図における川端通りは幅8.2m（4間半）であった。
天仙寺は、天正17年（1589年）に須田盛秀が須賀川城落城（須賀川城攻防戦）の際に、戦死した嫡子のために建立した金剛院をこの地に移し、菩堤所とした。境内が整備される以前、城山側から順に表町・裏町・川端町と名付けられたこの地はかつて横手川の氾濫原であったと考えられており、須田氏によって下内町の整備が始まり、横手川の河道もこのあとに現在の流路に付け替えられと考えられている。

### 年表
- 1909年（明治42年）6月24日 - 秋田監獄横手分監が、裏町35番地（現・二葉町6番25号）に開設[20]。
- 1965年（昭和40年）4月1日 - 住居表示実施に伴い、裏町・下タ町・新町の各一部をもって成立[2]。
- 1969年（昭和44年）9月15日 - スーパーマーケット「よねや 双葉店」が開業[21]。
- 1979年（昭和54年） - よねや双葉店が、幸町へ移転[22]。
- 2005年（平成17年）10月1日 - 町名の読み方が「ふたばまち」から「ふたばちょう」へと変更[23]。

### 町名の変遷
住居表示に関する法律が施行された1962年5月10日以降、旧横手市内においても住居表示が進み、1965年より第一次から第五次にかけて実施された。本地域は第一次地区として1965年4月1日に実施され、現行の二葉町はここで誕生した。特記のないものはすべて住居表示実施に伴う変更。
| 実施後 | 実施年月日               | 実施前                  |
| ------ | ------------------------ | ----------------------- |
| 二葉町 | 1965年（昭和40年）4月1日 | 裏町（一部） うらまち   |
| 二葉町 | 1965年（昭和40年）4月1日 | 下タ町（一部） したまち |
| 二葉町 | 1965年（昭和40年）4月1日 | 新町（一部） しんまち   |

## 世帯数と人口
2020年（令和2年）10月1日現在の世帯数と人口は以下の通りである。
| 町丁   | 世帯数  | 人口  |
| ------ | ------- | ----- |
| 二葉町 | 118世帯 | 249人 |

### 人口・世帯数の推移
以下は国勢調査による1995年（平成7年）以降の人口の推移。
| 年                 | 人口 |
| ------------------ | ---- |
| 1995年（平成7年）  | 487  |
| 2000年（平成12年） | 452  |
| 2005年（平成17年） | 395  |
| 2010年（平成22年） | 298  |
| 2015年（平成27年） | 269  |
| 2020年（令和2年）  | 249  |

以下は国勢調査による1995年（平成7年）以降の世帯数の推移。
| 年                 | 世帯数 |
| ------------------ | ------ |
| 1995年（平成7年）  | 190    |
| 2000年（平成12年） | 188    |
| 2005年（平成17年） | 158    |
| 2010年（平成22年） | 132    |
| 2015年（平成27年） | 126    |
| 2020年（令和2年）  | 118    |

## 小・中学校の学区
市立小・中学校に通う場合、学区（校区）は以下の通りとなる。
| 番地 | 小学校             | 中学校               |
| ---- | ------------------ | -------------------- |
| 全域 | 横手市立朝倉小学校 | 横手市立横手北中学校 |

## 交通

### 鉄道
町内に駅はない。最寄り駅は■奥羽本線、■北上線の横手駅。

### 道路
- 秋田県道272号御所野安田線

## 施設
- 天仙寺（3番5号）[31]
山号：金剛山、宗派：曹洞宗、本尊：如意輪観音菩薩[31]
- 春光寺（2番2号）[32]
山号：蟠龍山、宗派：曹洞宗、本尊：阿弥陀如来[32]
- 秋田刑務所 横手拘置支所